# 1972年西德聯邦選舉

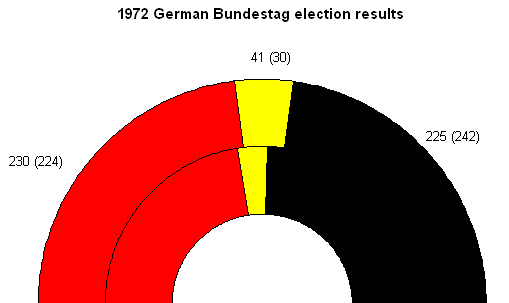
席次結果，紅色代表社民黨，黃色代表自民黨，黑色代表基民盟/基社盟

1972年西德聯邦選舉於1972年11月19日舉行，是1949年以來第一次提前選舉。這屆選舉社民黨成為議院最大政黨，在518個聯邦議席中取得242席。

## 選戰過程
社會自由主義聯盟的社民黨和自民黨已經在聯邦議院失去多數，例如前自民黨部長埃里希·門德、海因茨·斯塔克或社民黨的赫伯特·胡普卡等人因為反對總理布蘭特的新東方政策，尤其是承認了1970年的華沙條約奧得-尼斯河線的確立，憤而退黨改加入在野的基民盟。
1972年4月27日，反對黨曾試圖提出不信任動議讓基民盟領袖巴澤爾接替總理，但令人驚訝的是基民盟的提案以兩票之差被駁回。謠言說至少基民盟/基社盟的一個成員收受過東德情報機構史塔西的賄賂。但社民黨政府依舊失去議院多數，且因為1972年慕尼黑奧運推遲了選舉的安排。1972年9月22日布蘭特故意輸掉不信任投票，使聯邦總統古斯塔夫·海涅曼於次日宣布解散議院。
在競選活動中基民盟/基社盟攻擊布蘭特的東歐政策過於溫和，對於經濟的觀念也是錯誤的。社民黨和自民黨則是挾著布蘭特得到諾貝爾和平獎的個人聲望和巨大知名度，提出「支持威利！」的口號。

## 結果
選民投票率為91.1％，是1949年以來最高的投票率。同時社民黨在這次選舉大獲全勝，取得1930年以來黨史最佳的成績。選後社民黨提名安娜瑪麗·倫格爾出任聯邦議院主席，她是德國聯邦議院第一位社民黨主席和第一位女性主席。